# Nyssa (Oregon)
Pour les articles homonymes, voir Nyssa.
Nyssa est une municipalité américaine située dans le comté de Malheur en Oregon.

## Géographie
Nyssa est située dans l'est de l'Oregon sur la rive gauche de la Snake, qui fait office de frontière entre l'Idaho et l'Oregon.
La municipalité s'étend sur 1,55 mille carré (4,01 km2).

## Histoire
Nyssa devient une municipalité le 24 février 1903.
En 1942, un camp d'internement des Nippo-Américains est construit à Nyssa ; il accueille jusqu'à 350 travailleurs forcés dans les champs de betterave sucrière de la région,. À la fin de la Seconde Guerre mondiale, 500 prisonniers de guerre allemands les remplacent.

## Démographie
Lors du recensement de 2010, sa population est de 3 267 habitants.